# Salamina
Salamina (greacă Σαλάμινα Salamina) este un oraș și o insulă în Grecia. Orașul este faimos pentru bătălia de la Salamina, în care flota grecească, victorioasă, a schimbat soarta războaielor persane, evitând încorporarea Greciei în Imperiul Persan.
- Coordonate: 37°57′41″N 23°29′17″E / 37.96139°N 23.48806°E
- Altitudine: 20 m

### Populație
| Anul | Populație               |
| ---- | ----------------------- |
| 1981 | 20,807 (comune)         |
| 1991 | 22,567 (comune), 27,512 |

### Comune
- Agios Georgios
- Ampelakia
- Batsi
- Eantio
- Kaki
- Kynosoura
- Nafstathmos
- Paloukia
- Peristeri
- Salamina
- Steno
- Vigla